# Ngô Hồng Quang
Ngô Hồng Quang (sinh ngày 14 tháng 12 năm 1983) là nhạc công và ca sĩ kiêm sáng tác nhạc người Việt Nam. Quang là một trong số những nghệ sĩ đương đại có công trong việc tìm tòi, cũng như phổ biến nhạc cụ dân tộc đến công chúng và anh cũng là nhạc công nhạc cụ dân tộc được khán giả ở nhiều quốc gia biết tới.
Quang sinh ra trong một gia đình có truyền thống nghệ thuật, khi ông nội anh là nghệ nhân đàn nhị trong một gánh hát ở Hải Dương. Năm 1994, Quang giành được học bổng toàn phần khoa âm nhạc truyền thống tại Học viện Âm nhạc Quốc gia Việt Nam. Năm 2006, anh tốt nghiệp và trở thành giảng viên của trường. Sau đó, Quang cùng hai nhạc công Nguyễn Xuân Hưng, Nguyễn Đức Minh thành lập Ban nhạc Hồn Tre và anh còn gia nhập Nhóm M6. Năm 2010, Quang tu nghiệp bậc thạc sĩ chuyên ngành sáng tác tại Nhạc viện Amsterdam và tiếp tục theo học tại Nhạc viện Hoàng gia Hà Lan vào năm 2014.
Quang bắt đầu theo đuổi con đường nghệ sĩ chuyên nghiệp vào năm 2007, khi anh cho phát hành album phòng thu đầu tay Quang mang chất liệu dân ca Việt Nam và nhạc cổ điển. Cùng năm, anh sáng tác bài hát gốc "Đêm cuối cùng của mùa đông" cho bộ phim truyền hình Ma làng. Trong thời gian du học tại Hà Lan, Quang tạo bước ngoặt trong sự nghiệp khi cộng tác cùng nhạc sĩ Onno Krijin phát hành album phòng thu thứ hai Song hành (2013), thuộc thể loại world music pha trộn thêm nhạc điện tử, đĩa nhạc này sau đó đã gây ấn tượng cho giới chuyên môn. Tìm được nhiều điểm chung trong thể loại jazz, Quang cùng nhạc công kiêm nhạc sĩ mang quốc tịch Pháp Nguyên Lê phát hành album phòng thu thứ ba Hà Nội Duo (2017) theo phong cách world jazz, world music và nhận được nhiều phản hồi tích cực từ giới chuyên môn quốc tế. Tiếp đó, Quang thu âm các tác phẩm quan họ Bắc Ninh cùng năm loại nhạc cụ bộ dây cho album phòng thu thứ tư Nam nhi (2018) và tiếp tục vào cuối năm anh phát hành album thứ năm Nhìn lại theo phong cách nhạc dân tộc, pop, nhạc điện tử qua các tác phẩm thơ tự do cộng tác cùng nhà thơ Phan Lê Hà. Kể từ lần công bố Nam nhi, Quang mới cho ra mắt album nhạc hòa tấu thứ sáu Tình đàn (2021).
Những thử nghiệm trong âm nhạc của Quang được giới chuyên môn đánh giá cao qua 1 đề cử "Nhạc công của năm" cho Echo Music Prize tại Đức, 3 đề cử giải thưởng Cống hiến cùng lời khen từ The Guardian và Fono Forum. Tính đến nay, Quang đã trình diễn ở gần 100 quốc gia khắp châu lục.

## Tuổi trẻ và học vấn
Ngô Hồng Quang sinh ngày 14 tháng 12 năm 1983 tại Hải Dương trong một gia đình có truyền thống nghệ thuật. Ông nội anh là nghệ nhân đàn nhị trong một gánh hát ở Hải Dương: "Ông đã dạy đàn cho con nuôi của ông, và con nuôi của ông dạy lại cho tôi". Năm 9 tuổi, Quang bắt đầu học đàn nhị. Năm 14 tuổi, bố và mẹ nhận ra năng khiếu và đưa anh lên Hà Nội để ôn thi. Năm 1994, Quang thi vào khoa âm nhạc truyền thống tại Học viện Âm nhạc Quốc gia Việt Nam và giành được học bổng toàn phần. Tại đây, anh được đào tạo đàn nhị và đàn bầu. Năm 2006, anh tốt nghiệp và trở thành giảng viên bộ môn đàn nhị của trường. Sau đó, Quang cùng Nguyễn Xuân Hưng (đàn bầu), Nguyễn Đức Minh (đàn môi) thành lập ban nhạc Hồn Tre và tham gia vào các hoạt động sáng tác, biểu diễn. Năm 2009, anh gia nhập Nhóm M6 (cùng Ngô Tự Lập trưởng nhóm, Nguyễn Vĩnh Tiến, Nguyễn Lê Tâm, Trần Đức Minh và Nguyễn Tuấn). Năm 2010, Quang tu nghiệp bậc thạc sĩ chuyên ngành sáng tác tại Nhạc viện Amsterdam (Conservatorium van Amsterdam). Năm 2014, anh gửi dự án nghiên cứu ngôn ngữ, âm nhạc văn hóa người Mông và giành được học bổng để theo học tại Nhạc viện Hoàng gia Hà Lan (Royal Conservatory of The Hague) và tốt nghiệp vào 2 năm sau đó. Trong những lần du học, anh được mời biểu diễn ở nhiều quốc gia trên thế giới nhằm quảng bá âm nhạc dân tộc.

## Sự nghiệp

### 2006–2007:Quang
Trong thời gian làm giảng viên tại Học viện Âm nhạc Quốc gia Việt Nam và sau hai chuyến lưu diễn trong mùa hè vào năm 2006–2007 tại đảo Ireland, Bỉ, Pháp, Đức, Hà Lan. Ngô Hồng Quang ban đầu nhen nhóm ý tưởng thực hiện album để giới thiệu về anh khi biểu diễn ở Châu Âu. Ngày 26 tháng 12 năm 2007, Quang chính thức phát hành album đầu tay Quang cùng sự ủng hộ và khâu biên tập của nhạc sĩ Nguyễn Lê Tâm và nhà văn Ngô Tự Lập. Với âm thanh chủ đạo là đàn nhị, anh cộng tác lần lượt cùng nhạc công đàn tam thập lục Việt Hồng, Thuý My; đàn tranh Hồng Hạnh, trống Khắc Huấn, dương cầm Đức Cường, đàn môi Nguyễn Đức Minh với các tác phẩm thuộc thể loại dân ca Việt Nam và nhạc cổ điển. Đĩa nhạc gây được ấn tượng và lượng tiêu thụ chủ yếu đến từ khán giả quốc tế Quang biểu diễn. Cùng năm, anh sáng tác bài hát gốc "Đêm cuối cùng của mùa đông" cho bộ phim truyền hình Ma làng.

### 2008–2013:Song hành
Đầu năm 2008, Ngô Hồng Quang tiếp tục đi lưu diễn ở Hà Lan, tại đây anh đã gặp vợ chồng nhạc sĩ Onno Krijin và họ tìm được điểm chung sau một buổi thu thử. Song song anh dành thời gian ghé thăm Nhạc viện Amsterdam và trở về Việt Nam để rồi quyết định đi du học. Trước lúc du học khoảng một tuần, Quang nhận được lời mời từ đạo diễn Nguyễn Hữu Phần và anh đã sáng tác ca khúc chính "Tìm Hà Nội" cho trò chơi truyền hình Hà Nội 36 phố phường của Đài Truyền hình Việt Nam. Ngày 11 tháng 1 năm 2009, Quang (thành viên) cùng Nhóm M6 tổ chức buổi biểu diễn Hà Nội Ciao Jerusalem!, sau đó đã được ghi hình và phát hành vào năm 2011 theo hình thức album trực tiếp cùng tên bằng định dạng DVD. Tiếp tục, họ lần lượt phát hành album phòng thu đầu tay Hà Nội M6 phố vào ngày 26 tháng 8 năm 2010, trong đó anh đóng góp sáng tác "Tìm Hà Nội" đồng thu âm cùng ca khúc "Hà Nội Hip Hop" (Ngô Tự Lập) và album thứ hai Những đường bay vào tháng 6 năm 2012, anh đóng góp "Đàn cò", "Mơ" và đồng thu âm "Tiếng Việt" (Nguyễn Lê Tâm).
Ngô Hồng Quang, tạp chí L'Officiel Vietnam, 21 tháng 9 năm 2022.
Trong thời gian du học tại Hà Lan, Quang bắt tay vào đồng sản xuất đĩa nhạc cùng Onno Krijin. Ban đầu, Onno Krijin được anh cho tiếp cận tới các bản nhạc dân gian qua tư liệu được gửi từ Việt Nam và bắt đầu thực hiện phần hòa âm điện tử. Năm 2013, Ngô Hồng Quang cùng Onno Krijin phát hành album phòng thu thứ hai Song hành của anh tại Hà Lan. Album thuộc thể loại world music, pha trộn thêm chất liệu nhạc điện tử gồm các làn điệu chèo, xẩm, quan họ, dân ca Huế, Nam bộ, trong đó Quang chơi nhạc cụ dân tộc và hát chính trên nền nhạc điện tử của Onno Krijin. Sau khi thực hiện các buổi biểu diễn ở Hà Lan để quảng bá, anh quay về nước và tái bản đĩa nhạc. Cùng năm anh gặp gỡ nhạc sĩ, nhạc công Nguyên Lê tại Pháp. Thành công về mặt chuyên môn đã giúp Quang và Onno Krijin vinh dự nhận về một đề cử đầu tiên hạng mục "Album của năm" tại Giải thưởng Cống hiến lần thứ 9.

### 2014–2017:Hà Nội Duo
Ngày 15 tháng 1 năm 2014, Ngô Hồng Quang phát hành đĩa mở rộng Le Lendemain des Folklores, đặc biệt ca khúc "Gọi em" trong đó được anh sử dụng lại và đưa vào một số dự án phòng thu sau này. Ngày 1 tháng 12 năm 2014, Quang góp mặt với ca khúc "Song by the Lake" trong album tổng hợp VIET≈NAM ≈ HANOISE. Cùng năm, Quang gặp biên đạo múa, vũ công Vũ Ngọc Khải tại Thành phố Hồ Chí Minh và họ cùng nhau lên ý tưởng trong thời gian du học và làm việc tại Amsterdam, Hà Lan vào đầu năm 2015. Sau hai lần cộng tác cùng luyện tập thì hướng đi cho Nón – Contemporary Dance được thống nhất và hoàn thiện. Ngày 13 tháng 6 năm 2015, buổi nhảy múa trình diễn Nón – Contemporary Dance được Quang và Vũ Ngọc Khải tổ chức tại Viện Trao đổi Văn hóa với Pháp, Thành phố Hồ Chí Minh. Tiếp tục nó là kết thúc của chương trình Vì sự phát triển của châu Âu cho các bộ trưởng và đại sứ vào tháng 12 cùng năm tại Luxembourg, Bỉ. Trong đó, chương trình bao gồm 4 chương với hình thức múa đương đại được trình diễn cùng nhạc dân tộc (các nhạc cụ chiêng dây, tính tẩu, đàn môi 3 lá, đàn môi 1 lá, đàn bầu) và hát. Sau đó vào năm 2016, Nón – Contemporary Dance tiếp tục được biểu diễn với yếu tố nghệ thuật thị giác trong dàn dựng ánh sáng và đạo cụ cùng phần âm nhạc hoàn chỉnh hơn vào ngày 21 tháng 7 tại Trung tâm văn hóa Pháp – L'Espace, Hà Nội và kết thúc vào hai ngày 26, 27 tháng 7 tại Sân khấu kịch Idecaf, Thành phố Hồ Chí Minh. Tại đây, anh cũng công bố ca khúc "Về đồi non" (tựa tiếng Anh "Like Mountain Birds" sau đó được anh đưa vào album Hà Nội Duo). Buổi biểu diễn nhận được phản ứng tích cực từ khán giả và cả nhạc sĩ Dương Thụ. Ngoài ra, còn có các buổi workshop đào tạo do Quang và Khải phụ trách.
Tìm được nhiều điểm chung với Nguyên Lê trong thể loại jazz, Ngô Hồng Quang ngỏ ý thực hiện album cùng ông nhưng bị từ chối. Tuy nhiên, sau đó Nguyên Lê đã đồng ý và giới thiệu Quang với hãng đĩa ACT (đơn vị từng phát hành các đĩa nhạc của ông). Họ bắt tay vào quá trình sản xuất và cùng nhau phát hành album phòng thu thứ ba Hà Nội Duo cho Quang vào ngày 13 tháng 1 năm 2017 tại Đức, đĩa nhạc thuộc thể loại world jazz và world music. Chất liệu được lấy cảm hứng từ văn hóa của người dân tộc Tày và những âm thanh Bắc Phi. Sau đó, họ thực hiện các buổi biểu diễn để nhằm quảng bá cho album. Trong đó, buổi biểu diễn Hanoi Duo được tổ chức lần đầu tại Trung tâm văn hóa Pháp – L'Espace, Hà Nội vào ngày 24 và 25 tháng 2; tiếp đến là ở Huế vào ngày 28 tháng 2 và buổi biểu diễn mang tên Duo Nguyên Lê — Ngô Hồng Quang et leurs amis tại Viện Trao đổi Văn hóa với Pháp, Thành phố Hồ Chí Minh vào ngày 1 tháng 3. Riêng hiệu ứng từ buổi biểu diễn Hanoi Duo đã mang về cho họ một đề cử Giải thưởng Cống hiến lần thứ 13 tại hạng mục "Chương trình của năm". Với đánh giá rằng đây, "là chương trình nghệ thuật có chất lượng cao và mang tính phát triển âm nhạc truyền thống" nhưng 'kén' khán giả và không được truyền thông rộng rãi. Dự án gây được sự chú ý lớn hơn khi Quang vinh dự nhận một đề cử "Nhạc công của năm", Nguyên Lê ở hạng mục "Nghệ sĩ guitar quốc tế" tại giải thưởng âm nhạc Echo của Đức. Cây viết Berthold Klostermann từ tạp chí Fono Forum của Đức chấm album Hà Nội Duo 4.5 và Robin Denselow từ nhật báo The Guardian của Anh chấm ba sao cùng lời khen ấn tượng.

### 2018–2021:Nam nhi,Nhìn lạivàTình đàn

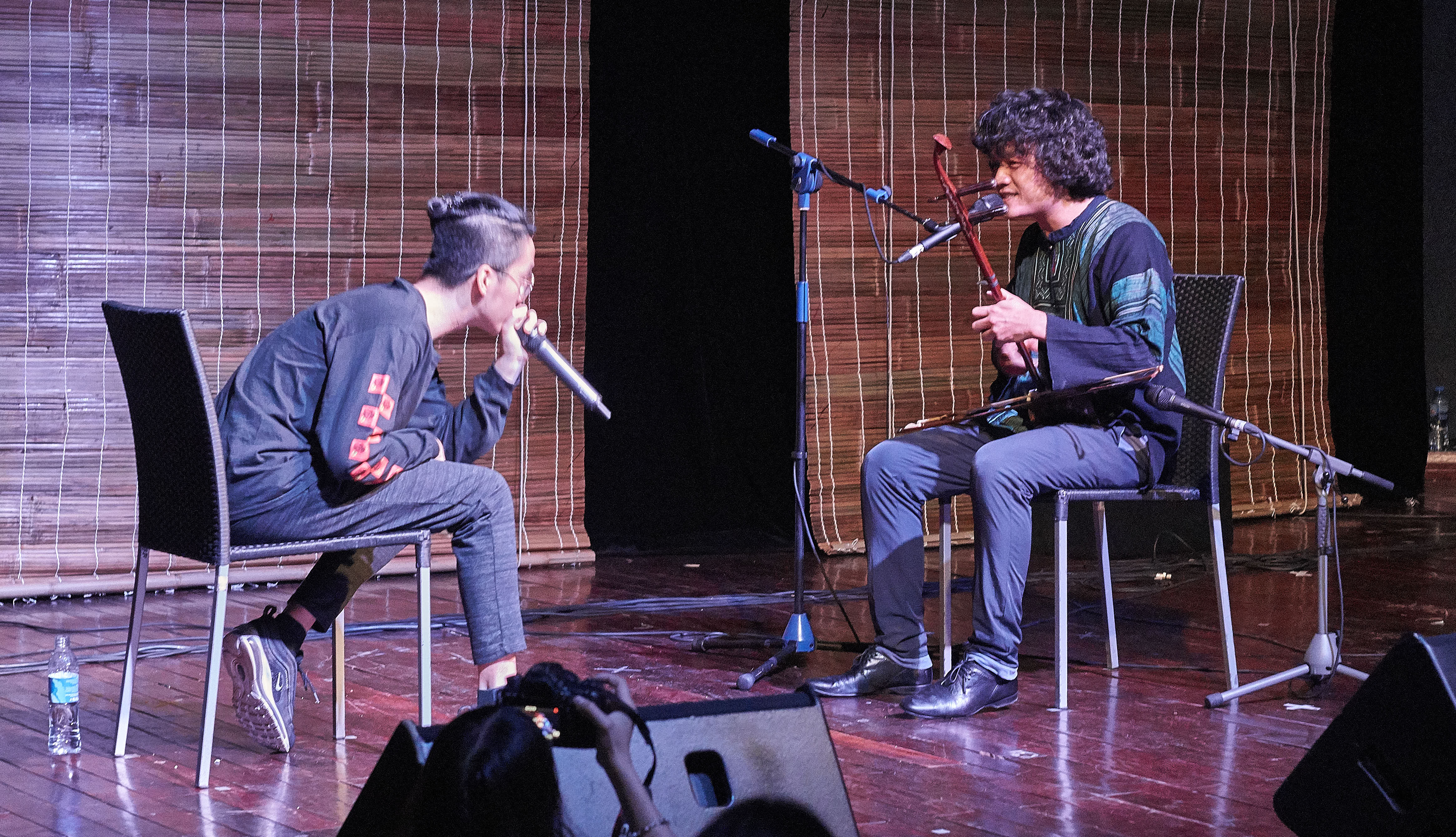
Ngô Hồng Quang (phải) trình diễn cùng nghệ sĩ beatbox Trung Bảo trong chương trình Nam Nhi, ngày 30 tháng 6 năm 2018 tại Hà Nội

Trong thời điểm tốt nghiệp thạc sĩ, Ngô Hồng Quang thực hiện một buổi thu âm tại Hà Lan cùng các nhạc công đến từ nhiều quốc gia. Quang thực hiện hai phiên bản thu thử theo hướng đương đại và không hài lòng, anh muốn: "để mọi người thẩm thấu một không gian âm nhạc ở mức độ vừa phải, dễ nghe, hòa âm không phức tạp để mọi người quen dần chứ không muốn đưa một thứ quá trừu tượng". Quá trình album được sản xuất trong gần hai năm.
Ngày 11 và 12 tháng 1 năm 2018, Ngô Hồng Quang lần lượt tổ chức hai buổi biểu diễn Ngô Hồng Quang and Friends cùng beatbox Trung Bảo tại Trung tâm Nghệ thuật Đương đại The Factory và The Myst Đồng Khởi, Thành phố Hồ Chí Minh. Tại đây anh trình diễn một số bài hát trong album phòng thu thứ tư Nam nhi nhằm để ra mắt. Đĩa nhạc gồm 10 tác phẩm quan họ Bắc Ninh được thu âm cùng ngũ tấu đàn dây (một viola, cello contrebasse và hai người chơi vĩ cầm). Quang cũng tiết lộ về hai dự án album dự định ra mắt lần lượt vào giữa và cuối năm 2018. Ngày 30 tháng 6 năm 2018, anh tổ chức buổi trình diễn Nam nhi tại Trung tâm văn hóa Pháp – L'Espace, Hà Nội cùng beatbox Trung Bảo và ngũ tấu đàn dây. Sau đó nhận được nhiều phản hồi tích cực từ khán giả.
Sau khi nhà thơ Phan Lê Hà được truyền cảm hứng từ màn trình diễn của Ngô Hồng Quang tại Hawaii, Hoa Kỳ. Họ đã cùng làm việc qua mạng xã hội. Năm 2018, trong các cuộc phỏng vấn Quang đã thông báo về một dự án album cộng tác cùng nhà thơ Phan Lê Hà cùng ca sĩ Hà Linh bằng chất liệu nhạc dân tộc. Quang phổ nhạc cho 12 tác phẩm thơ tự do của Phan Lê Hà cho album phòng thu thứ năm Nhìn lại phát hành vào ngày 26 tháng 12 năm 2018. Cùng với chất pop được thể hiện nhiều hơn, album thuộc thể loại nhạc dân tộc (âm thanh sử dụng gồm đàn nhị, đàn môi, sáo, khèn bè) và nhạc điện tử. Năm 2019, sau các phản hồi tích cực từ giới chuyên môn, Quang vinh dự giành được một đề cử "Album của năm" tại Giải thưởng Cống hiến lần thứ 15. Tiếp tục, Quang tham gia hai buổi biểu diễn Overseas vào ngày 10 và 11 tháng 5 tại Nhà hát Lớn Hà Nội và Nhà hát Thành phố Hồ Chí Minh. Ngày 25 tháng 10, anh góp mặt trong album phòng thu Overseas của Nguyên Lê, trong đó Quang đóng vai trò hát chính và là nhạc công chơi đàn nhị, đàn môi, đàn bầu và tính tẩu.
Từ chuyến hành trình nghiên cứu các chất liệu âm nhạc dân tộc của người H’Mông, người Tày, vùng Tây Nguyên, Đồng bằng sông Cửu Long ở khắp các vùng miền Việt Nam; màn trình diễn ca khúc "Gọi em" đã gây ấn tượng tới công chúng tại lễ hội âm nhạc New Year’s Countdown Lights 2018: Đại tiệc ánh sáng cùng beatbox Trung Bảo và các cuộc phỏng vấn cùng năm tiết lộ về một dự án thu âm tại Hà Lan đã hoàn thiện, bao gồm các sáng tác mới của anh cho nhạc cụ dân tộc Việt Nam, cộng tác cùng hai nhạc cụ dân tộc nước Sénégal, Iran. Mãi cho đến năm 2021, Quang mới cho ra mắt album phòng thu thứ sáu Tình đàn có sự góp mặt của nhạc công đàn ngoni, bộ gõ Pape Dieye và nhạc công đàn saturn Alireza Mortazavi. Đĩa nhạc hòa tấu, bao gồm các sáng tác mới và tác phẩm thuộc thể loại dân ca Việt Nam, đờn ca tài tử Nam Bộ, nhạc dân tộc của người H'Mông, người Tày, người Gia Rai. Trong đó lần đầu tiên, anh đưa âm thanh từ đàn chiêng dây, một nhạc cụ dân tộc Quang tìm tòi và nỗ lực phổ biến. Tỉnh Tuyên Quang cũng là nguồn cảm hứng cho album.

### 2022–nay:Rạng đông
Tháng 10 năm 2022, Quang đi 'điền dã' tại vùng Tây Bắc Bộ nhằm tìm kiếm chất liệu mới cho album tiếp theo.
Cuối năm 2023, Ngô Hồng Quang thành lập ban nhạc Thiên Thanh, thành viên trong đó gồm sinh viên khoa nhạc cụ của Học viện Âm nhạc Quốc gia Việt Nam. Cùng với Quang đảm nhiệm vai trò tổng đạo diễn âm nhạc, ban nhạc đã tổ chức buổi biểu diễn Về Kinh Bắc vào ngày 27 tháng 4 năm 2024 tại rạp Hồng Hà, Hà Nội.
Ngày 23 tháng 3 năm 2024, Quang phát hành album phòng thu thứ bảy Rạng đông. Lấy cảm hứng từ chất liệu âm nhạc của vùng dân tộc thiểu số: Chăm, H'Mông, Tày, Nùng, Pa Dí, Khơ Mú... anh thể hiện chúng cùng với nhạc cụ nước ngoài. Toàn bộ khâu sản xuất và hậu kỳ được Quang thực hiện tại Pháp trong vòng nửa năm cùng 4 nhạc công từ Ấn Độ, Nhật Bản, Pháp, Hà Lan và 4 nhạc công Việt Nam.

## Phong cách nghệ thuật
Trương Thúy Hằng, báo điện tử Công dân & Khuyến học, 20 tháng 10 năm 2022.
Ngô Hồng Quang có thể chơi nhiều loại nhạc cụ, khởi đầu là đàn nhị – nghề gia truyền từ ông nội của anh cùng đàn bầu là hai nhạc cụ anh được đào tạo tại Học viện Âm nhạc Quốc gia Việt Nam. Và từ những chuyến đi khám phá khắp các vùng miền tại Việt Nam đã giúp anh có thể tự học hầu hết nhiều loại nhạc cụ khác và sưu tầm chúng.
"[...] tôi cảm thấy tự do, tinh thần thoải mái, hào sảng hơn, sáng tác cũng có chiều sâu và có tính thiền nhiều hơn. Những chuyến đi như vậy giúp lời bài hát của tôi trở nên tinh khiết và chân thật hơn". – Ngô Hồng Quang trả lời tạp chí Elle Vietnam
Quang đưa âm thanh các nhạc cụ anh chơi vào trong các bản thu của anh và còn sáng tác dựa trên chúng. Cụ thể, ca khúc "Đi săn" trong Quang (2007) được anh trình tấu và sáng tác riêng cho nhạc cụ K’ny của người Thượng, Tây Nguyên. Đàn bầu được anh chơi biến tấu : "[...] tôi chơi lạ hơn, 'uốn éo' hơn. Có những quãng, những nốt không phải theo lối dân tộc và cách chọn quãng cũng lạ hơn" để phù hợp với hòa âm điện tử của Song hành (2013). Quang học tính tẩu từ nghệ sĩ ưu tú Bích Hồng và đây là nhạc cụ anh yêu thích; anh sáng tác ca khúc "Tình đàn" để dành riêng cho loại nhạc cụ này. Quang còn biết chơi Goong, đàn môi, đàn hồ, chiêng dây, bộ gõ dân tộc, trống đế, guitar và dương cầm.
Âm vực trong giọng hát của Ngô Hồng Quang lên tới 4 quãng 8 và anh có thể sử dụng kỹ thuật hát của người dân tộc thiếu số tại Việt Nam như hát then, nảy giọng, hát undertone và song thanh – kỹ thuật anh tự học của người Mông Cổ: "[...] xa hơn, tôi muốn dùng giọng hát để diễn tả âm thanh, âm sắc, giai điệu và chơi với giọng hát, làm nó thú vị và đa dạng". Quang còn có khả năng thẩm âm tốt nên anh có thể bắt chước rất nhanh các bài hát bằng tiếng dân tộc.

## Giải thưởng
| Năm  | Giải thưởng           | Hạng mục               | Đề cử cho                 | Kết quả | Tham khảo |
| ---- | --------------------- | ---------------------- | ------------------------- | ------- | --------- |
| 2014 | Giải thưởng Cống hiến | "Album của năm"        | Song hành                 | Đề cử   | [ 8 ]     |
| 2018 | Echo Music Prize      | "Nhạc công của năm"    | Ngô Hồng Quang            | Đề cử   | [ 45 ]    |
| 2018 | Giải thưởng Cống hiến | "Chương trình của năm" | Buổi biểu diễn Ha Noi Duo | Đề cử   | [ 43 ]    |
| 2020 | Giải thưởng Cống hiến | "Album của năm"        | Nhìn lại                  | Đề cử   | [ 58 ]    |

## Danh sách đĩa nhạc
Album phòng thu
- Quang (2007)
- Song hành (cùng Onno Krijin, 2013)
- Hà Nội Duo (cùng Nguyên Lê, 2017)
- Nam nhi (2018)
- Nhìn lại (cùng Phan Lê Hà, 2018)
- Tình đàn (2021)
- Rạng đông (2024)

Đĩa mở rộng
- Le Lendemain des Folklores (2014)

#### Album góp mặt
- Overseas (2019, Nguyên Lê)
- Về Kinh Bắc (2025, Thiên Thanh Band)

#### Video âm nhạc
| Tên bài hát                       | Đạo diễn             | Định dạng     | Ngày phát hành       |
| --------------------------------- | -------------------- | ------------- | -------------------- |
| "Về đồi non"                      | Hưng BlackhearteD    | Video âm nhạc | 30 tháng 12 năm 2016 |
| "Tình đàn"                        | Hưng BlackhearteD    | Video âm nhạc | 6 tháng 1 năm 2017   |
| "Mười nhớ"'                       | Trung Bảo và Vũ Hiếu | Lyric video   | 7 tháng 3 năm 2019   |
| "Gọi em"                          | TBA                  | Video âm nhạc | 30 tháng 3 năm 2019  |
| "Giấc mơ trên lưng"               | Đào Thanh Hưng       | Video âm nhạc | 16 tháng 11 năm 2020 |
| "Tình đàn" (phiên bản 2021)       | Lâm Kiên             | Video âm nhạc | 11 tháng 4 năm 2021  |
| "Đi tìm"                          | Đạt Phan             | Video âm nhạc | 16 tháng 10 năm 2021 |
| "Tiếng lượn nhắn người phương xa" | Lâm Kiên             | Video âm nhạc | 3 tháng 4 năm 2022   |
| "Bỏ bộ"                           | Đào Thanh Hưng       | Video âm nhạc | 22 tháng 1 năm 2023  |
| "Nếu gặp lại nhau"                | Lâm Kiên             | Video âm nhạc | 11 tháng 3 năm 2023  |

## Biểu diễn trực tiếp
- Nón – Contemporary Dance (cùng Ngọc Khải, 2015)
- Ha Noi Duo (cùng Nguyên Lê, 2017)
- Ngô Hồng Quang and Friends (cùng Trung Bảo, 2018)
- Nam nhi (cùng Trung Bảo, 2018)